# 扎瓦利亞
扎瓦利亞（烏克蘭語：Завалля），是烏克蘭中部基洛夫格勒州霍洛瓦尼夫斯克区扎瓦利亚市镇内的市級鎮及行政中心。處於海沃龍東南面27公里和基洛沃格勒以西200公里的南布格河畔，始建於1462年，海拔高度150米，2011年人口4,922。